# Венера Таврійська
Вен́ера Таврі́йська — мармурова статуя Венери у натуральну величину (167 см), що зображає богиню під час купання. Виконана у II–III століттях до н. е. невідомим скульптором за оригіналом Афродіти Кнідської чи Венери Капітолійської. Свою сучасну назву одержала за Таврійським палацом, де тривалий час зберігалась. На теперішній час перебуває в петербурзькому Ермітажі. Збереженість статуї часткова: втрачені руки і частина носа.

## Історія
Дата знахідки статуї точна невідома. Вважають, що вона була знайдена під час розкопок у Римі у лютому 1719 року. Існує легенда (закарбована у написі на п'єдесталі статуї), що того ж року російський цар Петро І виміняв «Венеру» у папи Климента XI на мощі св. Бригітти. Насправді папа підніс Петру статую у дар — як знак подяки за те, що він дозволив католицьким місіонерам проїхати до Китаю по російській території. Вона стала першою в Росії античною жіночою статуєю, саме з неї починається історія імператорської колекції античної скульптури. 1720 року її встановили у Літньому саду, у галереї вздовж берега Неви. Голштинський дворянин Фрідріх Вільгельм Берхгольц, який жив у той час у Петербурзі, свідчить: «у середній галереї стоїть мармурова статуя Венери, якою цар так дорожить, що наказує ставити до неї для охорони вартового. Вона й справді прегарна, хоча й трошки попсована від довгого лежання в землі». Треба зазначити, що колекціонування царем античних статуй не завжди викликало схвалення сучасників: так стольник П. А. Толстой у своїх записках дорікав Петру, що «в царских палатах и садах повсюду выставлены нагие языческие боги».
Пізніше статую перенесли до Гроту Літнього Саду. За розпорядженням Катерини ІІ її перевезли до Катерининського Палацу, а потім — до Михайлівського. Від кінця XVIII — початку XIX ст. статуя знаходилася у Таврійському палаці, за назвою якого й отримала свою сучасну назву. З побудовою у середині XIX ст. Нового Ермітажу статуя стала одним з експонатів музею. Мандри Венери Таврійської на цьому не закінчилися: 1919 року її вивезли до Москви, а під час ВВВ вона перебувала у Свердловську (нині Єкатеринбург).

## Опис
У фігурі Венери Таврійської риси краси, притаманні мистецтву класики (V–IV ст. до н. е.) — спокійна стриманість (поза, вираз обличчя), узагальнена манера без зайвої деталізації, органічно сполучаються з ідеалами III ст. н. е. — витончені пропорції, що відбилися у високій талії, подовжених ногах, тонкій шиї, маленькій голівці, а також у нахилі фігури, повороті корпуса і голови. Якщо статуя Венери Медічі має більш чуттєвий характер, притаманний радше для примхливої та кокетливої жінки, то Венера Таврійська за внутрішнім змістом ближча до Венери Кнідської: відрізняючись від неї більш витягнутими пропорціями, тендітнішою будовою, вона зберігає її строгість і величаву простоту, які сполучаються з винятково м'яким відтворенням форм.